# Бондграф
Бондграф — графическое представление динамической системы, возникающее при описании той или иной физической (механической, электрической, гидравлической, пневматической, экономической и т. д.) системы, отражающее процесс перераспределения энергии в данной системе. Похож на граф, более известный как блок-схема, или на граф прохождения сигналов и опирается на закон сохранения энергии. Основное отличие от блок-схем или графов прохождения сигналов состоит в том, что в бондграфе рёбрам ставится в соответствие поток энергии, который может быть направлен в обе стороны, в то время как в блок-схемах и графах прохождения сигналов предусматривается однонаправленный поток информации. Рёбра в бонд-графах оснащают символами, задающими либо поток энергии, либо поток информации.
По сравнению с иными средствами визуального представления типа блок-схем, бондграфы имеют многие преимущества:
- в них различают потоки энергии и потоки информации;
- поскольку бондграфы опираются на закон сохранения энергии, оказывается невозможным ввести в рассмотрение энергию, не присутствующую в системе;
- они выделяют причинные связи между усилиями (сила, напряжение, давление) и потоками (скорость, ток, расход). Такие причинные связи задаются один раз, когда создаётся исходная схема, что позволяет помимо прочего обнаружить моделируемые явления, такие как, например, токи в бобине, угловая скорость маховика и т. д.;
- поскольку каждая связь представляет поток в обоих направлениях, в системах с противодействием, например, с электродвижущей силой, нет нужды в добавлении дополнительных петель для описания воздействия элемента на себя.

Если динамика моделируемой системы осуществляется в различных масштабах времени, быстрые процессы в действительном времени могут быть рассмотрены как мгновенные явления с помощью гибридных бондграфов.

## Общее описание
В бондграфе различают:
- узлы[1] (вершины), которым отвечают «физические явления», описываемые уравнениями. Это общее понятие может означать механические детали, электрические составляющие, гидравлические устройства, и т. д. Узлу может отвечать и подмножество деталей, иными словами, узел сам по себе может быть описан как вложенный бондграф. Но в то же время, физический закон применяется к системе в целом (например, правила Кирхгофа для электрических цепей) ;
- дуги (рёбра), которым отвечают потоки энергии. Иными словами, они определяют действие одного узла на другой. Их называют " связями " (бондами), откуда и происходит название графа.

Обмены между узлами описываются двумя параметрами: потоком и усилием. Поток представляет собой изменение величины за единицу времени: сила электрического тока {\displaystyle I}, объёмный расход жидкости {\displaystyle Q_{v}}, скорость элемента {\displaystyle v}, и т. д. Усилие представляет собой ту силу, посредством которой поток приводится в движение: электрическое напряжение {\displaystyle U}, давление жидкости {\displaystyle p}, сила {\displaystyle F}, и т. д. Произведение потока и усилие дают мощность, (измеряемую в ваттах).
| Тип энергии                    | Усилие                                                                    | Поток                                                                                  |
| ------------------------------ | ------------------------------------------------------------------------- | -------------------------------------------------------------------------------------- |
| механика, параллельный перенос | сила {\displaystyle F}, в ньютонах ({\displaystyle N})                    | линейная скорость {\displaystyle v}, в метрах в секунду ({\displaystyle m/s})          |
| механика, поворот              | пара сил {\displaystyle C}, в ньютонах на метр ({\displaystyle N\cdot m}) | угловая скорость {\displaystyle \omega }, в радианах в секунду ({\displaystyle rad/s}) |
| электричество                  | напряжение {\displaystyle U}, в вольтах ({\displaystyle V})               | ток {\displaystyle I}, в амперах ({\displaystyle A})                                   |
| гидравлика                     | давление {\displaystyle p}, в паскалях ({\displaystyle Pa})               | объёмный расход жидкости {\displaystyle Q_{v}} (в {\displaystyle m^{3}/s})             |

Рёбра графа — это полустрелки («гарпуны»), элементы острия для которых ориентированы вниз или вправо: ⇁, ↽, ↾ ⇂. Направление стрелки указывает на направление перетока мощности, то есть мощности поступает на начало стрелки и уходит на её конце. В случае измерительного устройства (термометр, тахометр, динамометр, расходомер, манометр, вольтметр, амперметр, и т. д.) поток энергии незначителен, и в качестве обозначения используется целая стрелка: →, ←, ↑ или ↓.

Граф связи для электрической цепи с сопротивлением и источником напряжения (слева) и источником тока (справа)

Законы, регулирующие поведение в узлах, зачастую связывают поток и усилия. Например, для электрического сопротивления закон Ома устанавливает связь между током и напряжением :
{\displaystyle U=R\cdot I.}
Если сопротивление подключено к источнику напряжения, то в источнике задаётся {\displaystyle U}, а сопротивление определяет {\displaystyle I}. И наоборот, если сопротивление подключено к источнику тока, то в нём задаётся {\displaystyle I}, а {\displaystyle U} задаётся согласно закону Ома. Таким образом, имеется причинность. Чтобы указать это на графике, напротив конца стрелки, определяющей поток, располагается линия. Это позволяет узнать входное значение и выходное значение, получающееся в результате применения закона, то есть значение вычисляемой величины: {\displaystyle e={\cal {e}}(f)} или {\displaystyle f={\cal {f}}(e)}.

Граф связи для контура в случае последовательного (слева) и параллельного (справа) соединений

Узел также может представлять физический закон, а не частный элемент. Закон, который доставляет одинаковое усилие {\displaystyle e} нескольким другим узлам, называется соединением типа 0. Закон, который доставляет одинаковый поток {\displaystyle f} нескольким другим узлам, называется соединением типа 1.
Для последовательного соединения в {\displaystyle RLC} контуре имеется только одна ветвь. Согласно правилу Кирхгофа для всех элементов такого устанавливается одинаковое значение интенсивности (потока, силы тока). Имеет место соединение типа 1. Для параллельного соединения в {\displaystyle RLC} контуре правило Кирхгофа накладывает одно и то же значение напряжения на все элементы, это соединение типа 0.
Направления стрелок зависят от выбранных для контура условных обозначений.

## Аналогия между различными областями
Бондграфы характеризуют передачу мощности между элементами системы, поэтому они идеально подходят для моделирования систем, соединяющих несколько различных областей физики, таких как, например, электричество и механика. Прежде чем приступать к моделированию, необходимо напомнить, как вводится понятие мощности для каждой из этих областей.
Мощность
Мощность определяется как произведение потока на усилие:
{\displaystyle \mathrm {P} (t)=f(t)\cdot e(t)~}
Момент количества движения
Причинное понятие, задаваемое усилием и связанное с ним интегрированием:
{\displaystyle p(t)=p(0)+\int _{0}^{t}e(t)\cdot dt~}
Перемещение
Причинное понятие, задаваемое потоком и связанное с ним интегрированием:
{\displaystyle q(t)=q(0)+\int _{0}^{t}f(t)\cdot dt~}

## Международные конференции по моделированию посредством бондграфов
- ECMS-2013 27th European Conference on Modelling and Simulation, May 27-30, 2013, Ålesund, Norway
- ECMS-2008 22nd European Conference on Modelling and Simulation, June 3-6, 2008 Nicosia, Cyprus
- ICBGM-2007: 8th International Conference on Bond Graph Modeling And Simulation, January 15-17, 2007, San Diego, California, U.S.A.
- ECMS-2006 20TH European Conference on Modelling and Simulation, May 28-31, 2006, Bonn, Germany
- IMAACA-2005 International Mediterranean Modeling Multiconference
- ICBGM-2005 International Conference on Bond Graph Modeling and Simulation, January 23-27, 2005, New Orleans, Louisiana, U.S.A. — Papers
- ICBGM-2003 International Conference on Bond Graph Modeling and Simulation (ICBGM’2003) January 19-23, 2003, Orlando, Florida, USA — Papers
- 14TH European Simulation symposium October 23-26, 2002 Dresden, Germany
- ESS’2001 13th European Simulation symposium, Marseilles, France October 18-20, 2001
- ICBGM-2001 International Conference on Bond Graph Modeling and Simulation (ICBGM 2001), Phoenix, Arizona U.S.A.
- European Simulation Multi-conference 23-26 May, 2000, Gent, Belgium
- 11th European Simulation symposium, October 26-28, 1999 Castle, Friedrich-Alexander University,Erlangen-Nuremberg, Germany
- ICBGM-1999 International Conference on Bond Graph Modeling and Simulation January 17-20, 1999 San Francisco, California
- ESS-97 9TH European Simulation Symposium and Exhibition Simulation in Industry, Passau, Germany, October 19-22, 1997
- ICBGM-1997 3rd International Conference on Bond Graph Modeling And Simulation, January 12-15, 1997, Sheraton-Crescent Hotel, Phoenix, Arizona
- 11th European Simulation Multiconference Istanbul, Turkey, June 1-4, 1997
- ESM-1996 10th annual European Simulation Multiconference Budapest, Hungary, June 2-6, 1996
- ICBGM-1995 Int. Conf. on Bond Graph Modeling and Simulation (ICBGM’95), January 15-18, 1995,Las Vegas, Nevada.